# Inyodectes bandari
Inyodectes bandari är en insektsart som beskrevs av Rentz, D.C.F. 1972. Inyodectes bandari ingår i släktet Inyodectes och familjen vårtbitare. Inga underarter finns listade i Catalogue of Life.